# Nguyễn Chí Trung
Nguyễn Chí Trung (tên khai sinh là Thái Nguyên Chung, 1930-2016) là thiếu tướng, nhà văn Việt Nam, được tặng Giải thưởng Nhà nước về Văn học Nghệ thuật năm 2012.

## Tiểu sử
Nguyễn Chí Trung tên khai sinh là Thái Nguyên Chung, sinh tháng 2 năm 1930, tại xã Hoà Phước, huyện Hoà Vang, Đà Nẵng. Ông có các bút danh là: Thái Nguyên, Ngọc Lĩnh, Hiền Lương, Nguyễn Thái.
Ông nhập ngũ từ năm 1946. Giai đoạn kháng chiến chống Pháp, ông làm liên lạc sau đó là tuyên truyền viên thuộc Phòng Chính trị, Khu 6, làm biên tập viên báo Xung phong, phụ trách tạp chí Văn nghệ áo xám, Thư ký toà soạn báo Vệ quốc quân Liên khu V.
Trong kháng chiến chống Mỹ, ông là Ủy viên thường vụ Hội Văn nghệ Giải phóng Trung Trung bộ; Thư ký toà soạn tạp chí Văn nghệ Quân Giải phóng và tạp chí Văn nghệ Giải phóng (Trung Trung bộ); Trưởng tiểu ban Văn nghệ Ban Tuyên huấn khu V; Bí thư Đảng đoàn Hội Văn nghệ Giải phóng Trung Trung bộ (1973, 1974, 1975); Phó ban Văn học Quân khu V.
Sau năm 1975, ông là Phó Tổng biên tập tạp chí Văn nghệ Quân đội, Phó Chủ nhiệm chính trị Cơ quan đại diện Bộ Quốc phòng hướng Tây Nam. Trước khi nghỉ hưu ông là Thiếu tướng, trợ lý Tổng Bí thư Đảng Cộng sản Việt Nam Lê Khả Phiêu. 
Ông là hội viên Hội Nhà văn Việt Nam từ năm 1975.
Nguyễn Chí Trung là người sống độc thân đến cuối đời. Ông từ trần ngày 11 tháng 6 năm 2016 tại Thành phố Hồ Chí Minh.

## Sự nghiệp
Giai đoạn chiến tranh chống Pháp và chống Mỹ, Nguyễn Chí Trung ở chiến trường ác liệt Khu 5. Ông viết không nhiều, song các tác phẩm của ông đều được dư luận đánh giá cao về chất lượng. Đó là: Đà Nẵng (bút ký, 1950); Bức thư làng Mực (truyện ngắn, 1964); Hương cau (truyện ngắn, 1975); Khi dòng sông ra đến cửa (ký, 1981); Tiếng khóc của nàng Út (tiểu thuyết, 2007), Đối thoại trong đêm (tiểu thuyết, 2011)…
Ông đoạt nhiều giải thưởng văn học, như: Giải thưởng truyện ngắn báo "Sự thật" Trung Trung bộ (1950); Giải thưởng của Uỷ ban Trung ương Mặt trận dân tộc Giải phóng miền Nam Việt Nam (1972) với tác phẩm “Kỷ niệm vùng ven”; riêng tiểu thuyết “Tiếng khóc của nàng Út” đã giành được nhiều giải thưởng: Giải thưởng Bộ Quốc phòng (2004 - 2009), Giải thưởng của Hội Nhà văn Việt Nam năm 2008, Giải thưởng văn học Đông Nam Á (ASEAN) năm 2011...
Nguyễn Chí Trung cũng đã từng được lấy làm nguyên mẫu cho một nhân vật chính trong cuốn tiểu thuyết Thượng Đức của nhà văn Nguyễn Bảo.
Ông đã được Nhà nước trao tặng nhiều huân chương: Huân chương Chiến công (hạng 1, 2, 3); Huân chương Kháng chiến (hạng nhất); Huân chương Chiến thắng (hạng 3); Huân chương Quân công (hạng 2); Huân chương Chiến sĩ Giải phóng (hạng 1, 2, 3); Huân chương Chiến sĩ Vẻ vang (hạng 1, 2, 3); Huy hiệu 65 năm tuổi Đảng (2013)…
Năm 2012, ông được tặng Giải thưởng Nhà nước về Văn học Nghệ thuật với với cụm tác phẩm: Bức thư làng Mực (ký và truyện ngắn); Tiếng khóc của nàng Út (tiểu thuyết).

## Tác phẩm chính
- Đà Nẵng (bút ký, 1950);
- Bức thư làng Mực (truyện ngắn, 1964);
- Hương cau (truyện ngắn, 1975);
- Khi dòng sông ra đến cửa (ký, 1981);
- Tiếng khóc của nàng Út (tiểu thuyết, 2007)
- Đối thoại trong đêm (tiểu thuyết, 2011)

## Giải thưởng
- Giải thưởng văn học của Uỷ ban Trung ương Mặt trận dân tộc Giải phóng miền Nam Việt Nam (1972)
- Giải thưởng Bộ Quốc phòng (2004 -2009)
- Giải thưởng văn học Đông Nam Á (2011)

## Vinh danh
- Giải thưởng Nhà nước về Văn học Nghệ thuật năm 2012
- Huy hiệu 65 năm tuổi Đảng năm 2013